# Challenger 2001 Team Città di Padova 2014
Il Challenger 2001 Team Città di Padova 2014 è stata la prima edizione del Padova Challenger, torneo di tennis facente parte del circuito Challenger nell'ambito dell'ATP Challenger Tour 2014. Si è giocato a Padova in Italia dal 23 al 29 giugno 2014 su campi in terra rossa e aveva un montepremi di 42 500 €.

## Partecipanti singolare

### Teste di serie
| Nazionalità | Giocatore            | Ranking* | Testa di serie |
| ----------- | -------------------- | -------- | -------------- |
| Spagna      | Albert Ramos Viñolas | 111      | 1              |
| Argentina   | Máximo González      | 120      | 2              |
| Romania     | Adrian Ungur         | 161      | 3              |
| Italia      | Potito Starace       | 168      | 4              |
| Italia      | Thomas Fabbiano      | 171      | 5              |
| Italia      | Matteo Viola         | 178      | 6              |
| Italia      | Flavio Cipolla       | 199      | 7              |
| Croazia     | Kristijan Mesaroš    | 202      | 8              |

- Ranking al 16 giugno 2014.

### Altri partecipanti
Giocatori che hanno ricevuto una wild card:
- Alessandro Giannessi
- Salvatore Caruso
- Federico Gaio
- Marco Bortolotti

Giocatori che sono passati dalle qualificazioni:
- Martín Cuevas
- Hugo Dellien
- Laurent Lokoli
- Nikola Ćaćić

## Partecipanti doppio

### Teste di serie
| Nazionalità | Giocatore       | Nazionalità | Giocatore        | Ranking* | Testa di serie |
| ----------- | --------------- | ----------- | ---------------- | -------- | -------------- |
| Argentina   | Guillermo Durán | Argentina   | Máximo González  | 172      | 1              |
| Italia      | Riccardo Ghedin | Italia      | Claudio Grassi   | 256      | 2              |
| Filippine   | Ruben Gonzales  | Italia      | Alessandro Motti | 323      | 3              |
| Venezuela   | Roberto Maytín  | Argentina   | Andrés Molteni   | 329      | 4              |

- Ranking al 16 giugno 2014.

### Altri partecipanti
Coppie che hanno ricevuto una wild card:
- Tommaso Lago /  Francesco Picco
- Marco Bergagnin /  Lorenzo Schmid
- Andrea Fava /  Riccardo Marcon

## Vincitori

### Singolare
Máximo González ha battuto in finale  Albert Ramos Viñolas con il punteggio di 6–3, 6–4

### Doppio
Roberto Maytín /  Andrés Molteni hanno battuto in finale  Guillermo Durán /  Máximo González con il punteggio di 6–2, 3–6, [10-8]